# ℃-want you!
℃-want you!（シー・ウォンチュ（初期はシ・オンチュ）、1993年4月21日 - ）は、日本の歌手、キーボーディスト。ロックバンド・住所不定無職（ギターなど）、Magic, Drums & Love（ヴォーカル・キーボード）のメンバー。

## 略歴
高校1年生のときに住所不定無職のライブを見て衝撃を受け、高校3年の文化祭で仲良しの女の子3人で住所不定無職のコピーバンドを結成。そのときのバンドのメンバーにより2012年5月、BOY FROM HELL結成（ヴォーカル・ギター）。
住所不定無職の新メンバーオーディションに応募し合格。2013年1月12日、新代田FEVERにてライブに初参加。
2014年11月から「住所不定無職 LOVES Magic, Drums & Love」名義でライブ活動を行い、2015年5月、「Magic, Drums & Love」へ改名。
2017年11月3日、本秀康主宰の雷音レコードから武藤星児プロデュースによるソロデビューシングル「Don't Touch Her!/Midnight Love」を7インチアナログ盤でリリース。
2019年8月30日、初のソロアルバム『℃-want you!』をリリース。また、同年にはRYUTistに「Majimeに恋して」を提供している。

## 作品

### シングル
- Don't Touch Her!/Midnight Love（2017年11月3日）
- 君だけさ/モコゾウ・ブギ（2018年2月9日）
- 愛のナンバー（2018年4月21日）
- Cherry Coke（2019年7月24日）
- ペパーミント・パティTelephone/ときめきを教えて（2023年8月16日）

7インチアナログ盤、両A面。「ペパーミント・パティTelephone」はTHE GOOD-BYEが1986年4月にリリースしたシングル「YES! YES!! YES!!!」のB面曲のカバー

### アルバム
- ℃-want you!（CD：2019年8月30日、LP：2019年11月3日）

### 楽曲提供
- 映画『ゆかちゃんの愛した時代』（「MOOSIC LAB 2018」にて上映）※音楽[7]
- RYUTist「Majimeに恋して」（2019年7月24日）※作詞・作曲